# Давид Албала
Давид Албала (Београд, 1. септембар 1886 — Вашингтон, 4. април 1942), је био лекар, политичар и циониста.

## Биографија
Отац Аврам Кову, лимар, мајка Леа, рођ. Меламед. Рођен је у породици Кову, али су га, после смрти мајке 1892, усвојили тетка и теча, Исак, београдски трговац, и Софија Албала, чије је презиме носио током живота.
Завршио је основну школу код Саборне цркве и Прву београдску гимназију. Основао је јеврејско омладинско удружење Гидеон (1905). Медицински факултет у Бечу уписао је 1905, а дипломирао је у септембру 1910. године. Финансијску помоћ за школовање у иностранству добио је од јеврејске организације Потпора и неких појединаца (Бенцион Були, Хаим Меламед). За бреме студија у Бечу, био је благајник и председник Друштва Жидова академичара из југословенских земаља «Бар Гиора».
Војни рок је одслужио по повратку у Београд, у болници под управом В. Суботића. У периоду 1910-1912, био је лекар на броду на линији Трст - Јужна Америка. Учествовао је у Балканским ратовима, а по завршетку добио је службу среског лекара у Битољу (од јануара до јула 1914). У Првом светском рату био је трупни лекар у јединицама које су водиле битке на Дрини и Церу. После повлачења преко Албаније и доласка на Крф, послат је на опоравак у Бизерту, па у Египат да би, већ у септембру 1916. године, служио у француској војној болници у Битољу. Током боравка на Крфу, изложио је Николи Пашићу могућност да га пошаљу у мисију у САД како би информисао америчку јавност о циљевима Србије. Стога је, од септембра 1917. до новембра 1918. године, био члан српске војне мисије у САД, чији су циљеви били придобијање јеврејске јавности за борбу Србије и добијање финансијских средстава. Успео је да обезбеди ратни зајам од милион долара, а утицао је и да српска влада, одмах после Велике Британије, прихвати Балфурову декларацију. Учествовао је у агитацији за уписивање ратног зајма међу становницама САД, пропутовавши целу државу. Био је један од организатора припреме прве јеврејске бригаде, која је 1918. отишла да ратује у Палестину. Предводио је колону у свечаном маршу кроз Пету авенију. По налогу српске владе, био је присутан на Версајској конференцији као стручњак за јеврејска питања у Краљевини (1918—1919).
Деловао је на три поља: као лекар, као југословенски и као јеврејски национални радник. Лекарску праксу обављао је лети, у Врњачкој Бањи, а током остатка године посвећивао се јавној делатности.
По повратку у Београд, приступио је Радикалној странци (1919) и добио посао општинског лекара. Кратко време био је одборник општине града Београда и потом дао оставку на место општинског лекара. Услед неслагања са методама других чланова странке, брзо је напустио Радикалну странку.
На молбу српске владе, 1935. године је у Палестини засадио маслинову спомен-шуму краља Александра. У САД је отишао у децембру 1939. године, на предлог кнеза Павла, као специјални делегат при Југословенском краљевском посланству у Вашингтону. У оквиру друге америчке мисије, требало је, неформалним каналима, да обезбеди кредите и модерно наоружање, али у томе није успео. Међутим, активно је деловао на организовању помоћи Југославији и јеврејском народу, посебно јеврејским избеглицама из Краљевине у САД.
Био је члан Централне управе Удружења резервних официра и ратника и носилац Албанске споменице.
У међуратном животу јеврејске заједнице, био је један од њених најактивнијих чланова - оснивач, иницијатор и члан бројних организација. Одржао је велики број предавања на приредбама разних организација и учествовао у многим хуманитарним акцијама. Већ 1919, основао је ционистичко удружење младих девојака «Кармел» у Београду и Сарајеву, као и Јеврејско национално друштво у Београду. У оквиру СЈВО, био је председник Културне секције, члан Извршног и Главног одбора и потпредседник. Био је председник Културно-просветног одбора, потпредседник и председник Сефардске општине у Београду (1938—1942), члан Извршног одбора Савеза циониста Југославије, председник Јеврејског народног фонда, један од оснивача и потпредседник «Керен Хајесода», један од оснивача Месне ционистичке организације и драмског удружења «Макс Нордау». Оснивач је и први председник удружења интелектуалаца «Братство». У САД је био члан управе Месне ционистичке организације у Вашингтону и иницијатор и учесник оснивачког састанка Друштва југословенских Јевреја у САД (4. IX 1941).
У оквиру београдске јеврејске средине, покренуо је издавање три часописа: Јеврејски гласник (1920), Гласник Савеза јеврејских вероисповедних општина (1933) и Весник јеврејске сефардске вероисповедне општине (1939). У прва два био је и главни уредник.
Писао је чланке за Политику, Жидов, Јеврејски глас, Време, Српски књижевни гласник. Написао је и два позоришна комада: Ерев Јом Кипур (1924) и Криза. Добио је награду Српске краљевске академије наука за дело Туберкулоза плућа (1925).
Преминуо је 4. априла 1942. у Вашингтону. Његова урна је пренета у Њујорк, где му је Друштво југословенских Јевреја САД подигло споменик.
Био је ожењен Паулином.

## Извор
- Знаменити Јевреји Србије